# Lysiphlebus dissolutus
Lysiphlebus dissolutus är en stekelart som först beskrevs av Christian Gottfried Daniel Nees von Esenbeck 1811.  Lysiphlebus dissolutus ingår i släktet Lysiphlebus och familjen bracksteklar. Arten är reproducerande i Sverige. Inga underarter finns listade i Catalogue of Life.